# Folgueroles
Folgueroles är en kommun i Spanien.   Den ligger i provinsen Província de Barcelona och regionen Katalonien, i den östra delen av landet, 500 km öster om huvudstaden Madrid. Antalet invånare är 2 230. Arean är 10,5 kvadratkilometer. Folgueroles gränsar till Tavèrnoles, Sant Sadurní d'Osormort, Sant Julià de Vilatorta, Calldetenes, Vic och Gurb. 
Terrängen i Folgueroles är platt åt sydväst, men åt nordost är den kuperad.